# Söderby-Karls socken
Söderby-Karls socken i Uppland ingick i Lyhundra härad, ingår sedan 1971 i Norrtälje kommun och motsvarar från 2016 Söderby-Karls distrikt.
Socknens areal är 116,01 kvadratkilometer, varav 107,23 land. År 2000 fanns här 905 invånare. Broby herrgård samt tätorten och kyrkbyn Söderby-Karl med sockenkyrkan Söderby-Karls kyrka ligger i socknen.  

## Administrativ historik
Söderby-Karls socken har medeltida ursprung under namnet Söderby socken, och omtalas första gången 1292 ('ecclesie Sudherby'). 20 december 1796 införlivades Karlskyrka församling (socken) och namnet ändrades då till det nuvarande. Karlskyrka jordebokssocken infogades först 1891 i Söderby-Karls socken.
Karlskyrka socken finns dokumenterad första gången 1287 ('ecclesijs meis parrochialibus... Karlungskirkiu').
Vid kommunreformen 1862 övergick socknens ansvar för de kyrkliga frågorna till Söderby-Karls församling och för de borgerliga frågorna till Söderby-Karls landskommun. Landskommunen uppgick 1952 i Lyhundra landskommun som 1971 uppgick i Norrtälje kommun. Församlingen uppgick 2006 i Estuna och Söderby-Karls församling.
1 januari 2016 inrättades distriktet Söderby-Karl, med samma omfattning som församlingen hade 1999/2000.  
Socknen har tillhört län, fögderier, tingslag och domsagor enligt vad som beskrivs i artikeln Lyhundra härad. De indelta soldaterna tillhörde Livregementets dragonkår, Roslags skvadron. De indelta båtsmännen tillhörde Norra Roslags 2:a båtsmanskompani.

## Geografi
Söderby-Karls socken ligger norr om Norrtälje med Erken i sydväst, Närdingen i väster och Bagghusfjärden längst i öster. Socknen är i sin central och västra del en slättbygd och har flack skogsbygd däromkring.
Riksväg 76 samt länsväg 283 går genom socknen.
Rörviks naturreservat ligger inom socknen. Byarna Norra Råda och Södra Råda, liksom Sonö ligger i socknen.

## Fornlämningar
Från bronsåldern finns 325 gravrösen med skärvstenshögar. Från järnåldern finns cirka fyrtio gravfält och tre fornborgar. Två runristningar har påträffats.
Här finns även Karls kyrkoruin med murverk från medeltiden och Sankt Karlungs källa.

## Namnet
Namnet skrevs 1344 Sudherby. Det innehåller väderstrecket söder och by, 'gård; by'.  